# HbbTV
HbbTV — ТВ-стандарт для передачи дополнительных предложений из интернета на телевизор. Для приёма специально подготовленных веб-страниц в формате CE-HTML (Consumer Electronics HTML) необходимо интернет-соединение, а также специально оборудованное ТВ-устройство или дополнительный HbbTV-приёмник. Также возможен приём сигнала через спутник. «Hybrid Broadcast Broadband Television» наряду с информацией о программах имеет также возможность скачивания содержимого передачи и интерактивные компоненты.

## Описание
HbbTV основан на стандарте CE-HTML, который поддерживает JavaScript, CSS и DOM. По сути, это специальный адаптированный для телевизора сайт, который можно вызвать на экран. Кроме того, с помощью платформы HbbTV возможно создание специальных интернет-магазинов, в которых будут доступны, например, предметы одежды или аксессуары главных героев блокбастеров и популярных сериалов.
HbbTV был исходно разработан телевещателями для того, чтобы иметь возможность предоставлять дополнительные услуги независимо от оператора платного ТВ, операторы тоже могут использовать HbbTV с выгодой для себя и предоставлять своим абонентам дополнительные услуги без излишних затрат.
Действительно, HbbTV предоставляет все основные интерфейсы API, которые могут потребоваться оператору платного
ТВ для разработки собственных базовых платных интерактивных услуг, включая интерактивную видеомозаику, портал
для видео по запросу, электронную программу передач (EPG).
Для производителей оборудования внедрение HbbTV не будет ни сложным, ни дорогим. HTML и JavaScript в настоящее время — очень распространенные. Пример EPG и VOD-портала с интерактивностью на основе HbbTV зрелые технологии, и существует множество браузеров с открытым кодом, например, WebKit, которые производитель приставок может интегрировать для того, чтобы сократить затраты на их использование. Производители оборудования сейчас как раз уходят от применения закрытых операционных систем к ОС Linux, позволяющей использовать множество бесплатных
программных компонентов и приложений для разработки middleware.
С точки зрения операторов платного ТВ, широкое применение стандартов игроками рынка — это гарантия того, что стоимость телевизионных приставок будет снижаться за счет конкуренции.

## История
В 1998 году в Великобритании, при запуске цифрового эфирного ТВ, регулятор выбрал для этой цели стандарт MHEG-5. Стандарт был предназначен для предоставления псевдоинтерактивных услуг — дополнительной информации в сети телевизионного вещания без обратного канала. Затем консорциум DVB попытался продвинуть стандарт MHP, который давал больше интерактивных
возможностей с помощью апплетов, написанных на языке программирования
Java. Однако ни одна из этих технологий не получила широкого распространения:
MHEG-5 основывалась на специфическом декларативном языке описания структуры контента, который требовал специальных навыков, и сильно ограничивала интерактивные возможности, а MHP давала больше возможностей для интерактива, но затраты на приобретение лицензий и дополнительные требования к пользовательскому оборудованию, на котором технология стала бы работать, и, как результат, удорожание этого оборудования стали серьёзным препятствием для успеха.
После появления телевизоров, подключаемых к интернету, сторонники этих стандартов попытались продвинуть их за счет добавления гибридных возможностей. Но в это же время новая инициатива телевещателей Франции и Германии привела к возникновению в 2009 году нескольких рабочих групп, которые хотели разработать новую спецификацию на основе открытых стандартов, то есть на той основе, которая привела к успеху web-технологий. Отказавшись от разработки оптимальной с точки зрения теории спецификации, позволяющей сервис-провайдерам формировать всевозможные совершенные варианты интерактивных услуг, разработчики HbbTV пошли более практическим путём и предпочли создать решение, которое производители пользовательских устройств — и приставок, и телевизоров, — могли бы легко внедрить.

## В России
Первый канал 13 и 20 апреля 2018 года впервые в истории российского телевидения использовал технологию HbbTV в прямом эфире шоу «Голос. Дети». Зрители смогли выбрать кандидатов в наставники следующего сезона, оценить выступление участников и шутки ведущего. С 16 апреля HbbTV внедрена в программу «Давай поженимся». 11 июня эту функцию впервые использовали в программе «Кто хочет стать миллионером?». С 14 сентября 2018 года появилась в шоу «Голос. 60+»: зрители получили возможность выбирать лучшего наставника сезона. Такая функция появилась и в шоу «Голос» и «Голос. Дети». С 2019 года также награждается и лучший телезритель сезона. С 3 октября 2020 года эта технология появилась в шоу «Ледниковый период», а с 30 октября того же года — в «Поле чудес», позволяя зрителям побороться за право попасть на эту игру. Также функция HbbTV появилась на телеканалах Матч ТВ, НТВ, СТС, Домашний и ТНТ. Применяется в передаче Три аккорда Первого канала.